# オルガ・ソスノフスカ
オルガ・ソスノフスカ（Olga Sosnovska、1972年5月21日 - ）は、ポーランドの女優。

## 出演作品
- ヒューマン・ターゲット シーズン2
- オーシャンズ13
- 最高のともだち（シモーネ）
- クリミナル・マインド２　ＦＢＩ行動分析課
- MI-5　英国機密諜報部 シーズン4（フィオナ・カーター）
- MI-5　英国機密諜報部 シーズン3（フィオナ・カーター）
- LAW & ORDER　ロー＆オーダー シーズン13
- LAW & ORDER　クリミナル・インテント シーズン2
- モンキー・キング 西遊記
- アルゴノーツ　伝説の冒険者たち
- ゴーメンガースト